# فیات ۱۱۰۰ (۱۹۳۷)
فیات ۱۱۰۰ (انگلیسی: Fiat 1100) یک خودروی خانوادگی کوچک است که از سال ۱۹۳۷ تا ۱۹۵۳ توسط خودروساز ایتالیایی فیات اتومبیلز تولید شد. در سال ۱۹۳۷ با نام فیات ۵۰۸ سی یا بالیلا ۱۱۰۰ به عنوان جایگزینی برای فیات ۵۰۸ بالیلا معرفی شد.